# Saison 6 d'American Horror Story
 (octobre 2021).
Si vous disposez d'ouvrages ou d'articles de référence ou si vous connaissez des sites web de qualité traitant du thème abordé ici, merci de compléter l'article en donnant les références utiles à sa vérifiabilité et en les liant à la section « Notes et références ».
 (octobre 2021).

Cet article traite de la sixième saison de la série d’anthologie horrifique American Horror Story : Roanoke.
Chronologie
Saison 5 : Hotel Saison 7 : Cult
Le premier épisode fut diffusé le 14 septembre 2016, faisant de lui le premier épisode de la série à ne pas être diffusé en octobre. Le dixième et dernier épisode de la saison a été diffusée le 16 novembre 2016 aux États-Unis en simultané sur FX Canada au Canada.
Les détails concernant le thème, l'histoire et le casting de la saison ont été gardés secrets jusqu'au lancement de la saison, la seule information donnée par les créateurs étant que cette saison se concentrerait sur les enfants et qu'elle serait plus « sombre » que la précédente, Hotel.
La saison 6 est divisée en trois parties distinctes :
- la première du premier au cinquième épisode ;
- la deuxième du sixième au neuvième épisode ;
- la dernière durant le dixième et également dernier épisode.

La sixième saison a pour thème principal la mystérieuse disparition de la Colonie de Roanoke en 1590.

## Synopsis
Shelby (Lily Rabe dans la réalité et Sarah Paulson dans l'émission) et Matt Miller (André Holland dans la réalité et Cuba Gooding Jr dans l'émission) décident de raconter leur histoire dans une émission intitulée Le Cauchemar de Roanoke produite par un homme d'affaires ambitieux, Sidney Aaron James. Tout au long de l'émission, nous suivons les confessions du couple entrecoupées par une dramatisation de ce qu'ils ont vécu.
À la suite d'une agression dans un quartier de Los Angeles, le couple décide de déménager dans une vieille maison qu'ils pensent faite pour eux à Roanoke en Caroline du Nord. Mais très vite, Shelby se sent mal à l'aise et se voit obligée d'appeler à l'aide Lee (Adina Porter dans la réalité et Angela Bassett dans l'émission), la sœur de Matt. Bruit de cochon égorgé, pluie de dents humaines, tentative de noyade, elle et Matt pensent devenir fous. Cela ne fait qu'empirer le soir où Shelby se retrouve nez à nez avec une mystérieuse communauté dont la leader, mère du barbare Ambrose (Jesse La Flair dans la réalité et Wes Bentley dans l'émission), se fait appeler la Bouchère (Susan Berger dans la réalité et Kathy Bates dans l'émission). Pourrait-elle avoir affaire à la fameuse colonie perdue, celle qui avait disparu sans laisser d'autre trace que le mot « Croatoan » gravé sur un arbre ?
Aidés par le docteur Elias Cunnigham (Ric Sarabia dans la réalité et Denis O'Hare dans l'émission), le médium Cricket Marlowe (Leslie Jordan dans l'émission) et l'aristocrate Edward Philippe Mott (Elliott Ehlers dans la réalité et Evan Peters dans l'émission), le trio arrive à cette conclusion : rester chez soi est la meilleure chose à faire si l'on tient à sa vie.

## Distribution

### Acteurs principaux
- Sarah Paulson (VF : Mélody Dubos) : 
  - Shelby Miller (dans l'émission Le Cauchemar de Roanoke) (épisodes 1 à 5)
  - Audrey Tindall (épisodes 6 à 10)
  - Lana Winters (épisode 10)
- Lily Rabe (VF : Anne O'Dolan) : Shelby Miller
- Kathy Bates (VF : Denise Metmer) :
  - Tomasyn "La Bouchère" White (dans l'émission Le Cauchemar de Roanoke) (épisodes 1 à 5)
  - Agnes Mary Winstead (épisodes 6 à 8 et 10)
- Cuba Gooding Jr. (VF : Thierry Desroses) :  
  - Matt Miller (dans l'émission Le Cauchemar de Roanoke) (épisodes 1 à 5)
  - Dominic Banks (épisodes 6 à 10)
- André Holland (VF : Jean-Baptiste Anoumon) : Matt Miller
- Angela Bassett (VF : Maïk Darah) :  
  - Lee Harris (dans l'émission Le Cauchemar de Roanoke) (épisodes 1 à 3 et 5)
  - Monet Tumusiime (épisodes 6 à 10)
- Denis O'Hare (VF : Nicolas Marié) : 
  - Elias Cunningham (dans l'émission Le Cauchemar de Roanoke) (épisodes 2 et 4 à 6)
  - William van Henderson (épisode 10)
- Wes Bentley (VF : Damien Boisseau) : 
  - Ambrose White (dans l'émission Le Cauchemar de Roanoke) (épisodes 1 à 5)
  - Dylan (épisodes 8 et 9)
- Evan Peters (VF : Hervé Grull) :  
  - Edward Philippe Mott (dans l'émission Le Cauchemar de Roanoke) (épisode 5)
  - Rory Monahan (épisodes 6, 7 et 10)
- Cheyenne Jackson (VF : Damien Ferrette) : Sidney Aaron James

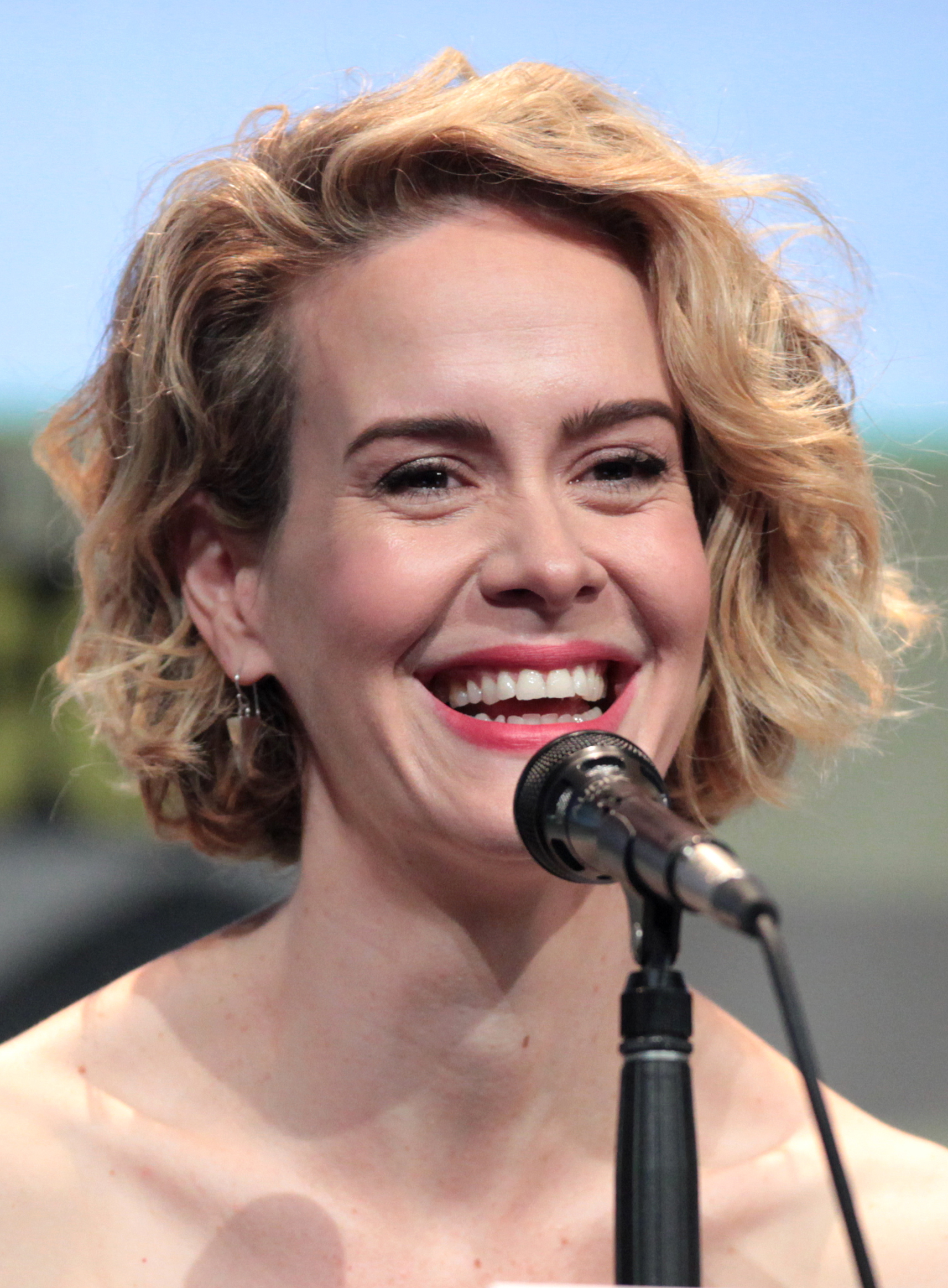
Sarah Paulson dans les rôles de Audrey Tindall, Lana Winters et Shelby Miller (dans l'émission)
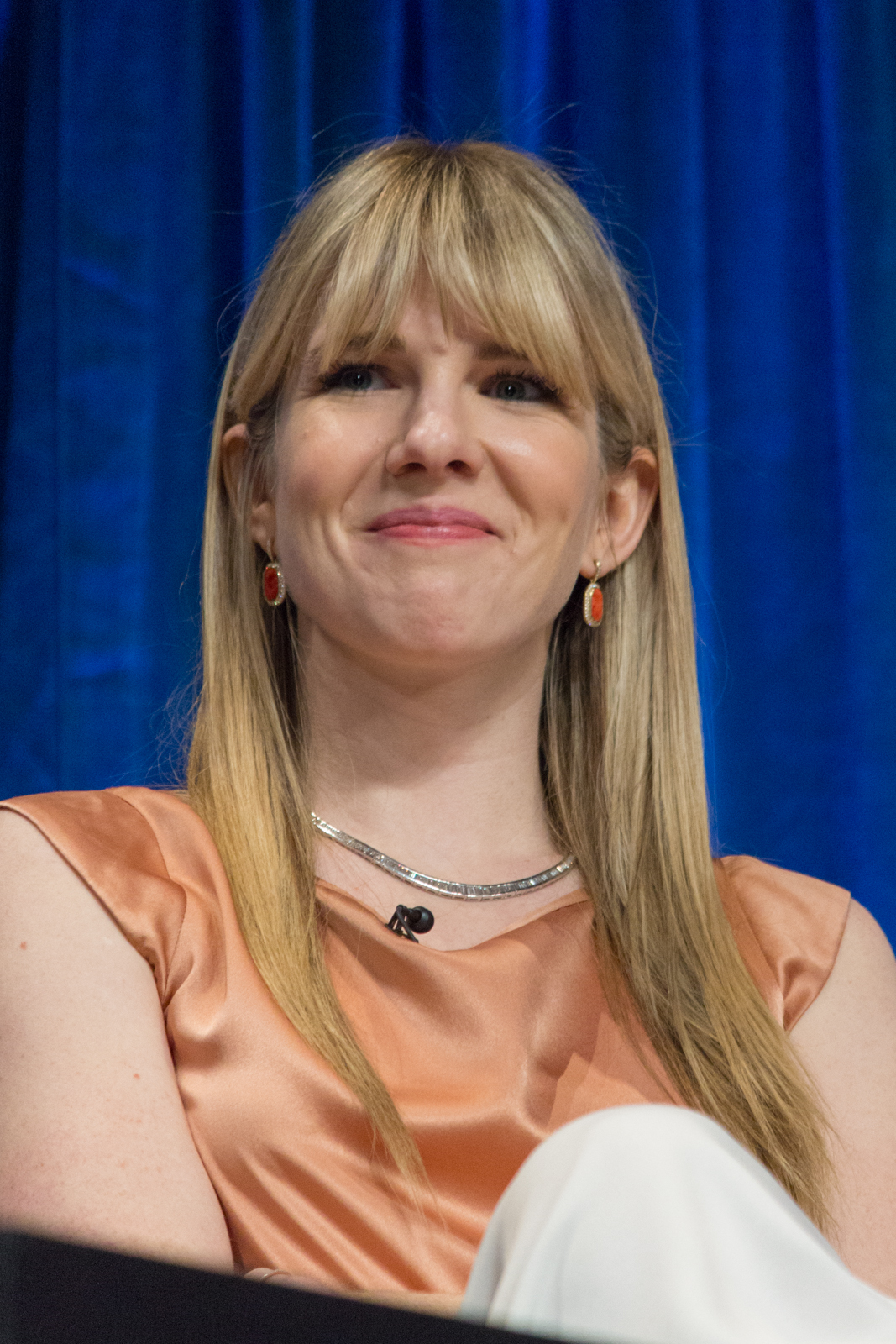
Lily Rabe dans le rôle de Shelby Miller
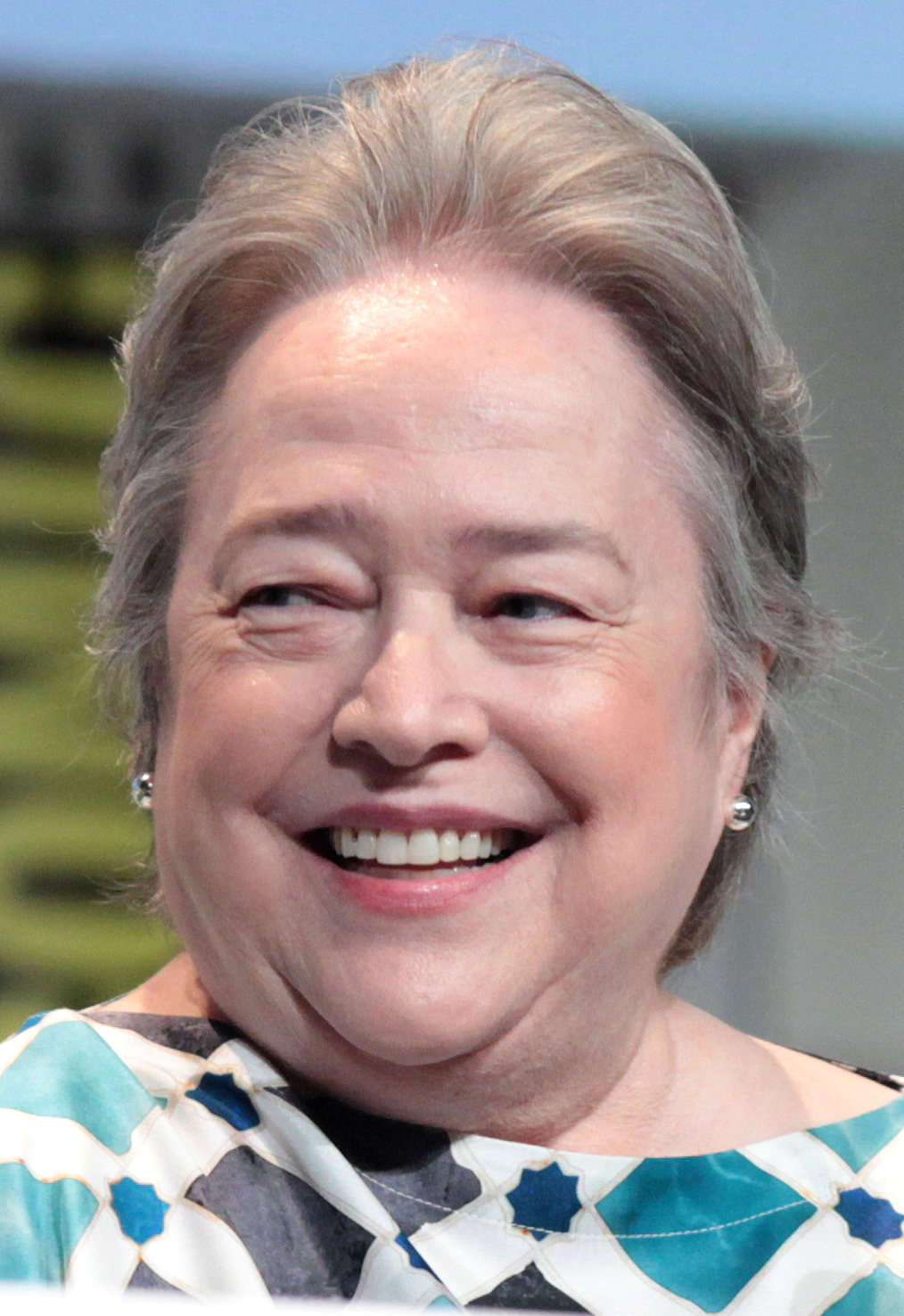
Kathy Bates dans les rôles de Agnes Mary Winstead et Thomasyn « La Bouchère » White (dans l'émission)
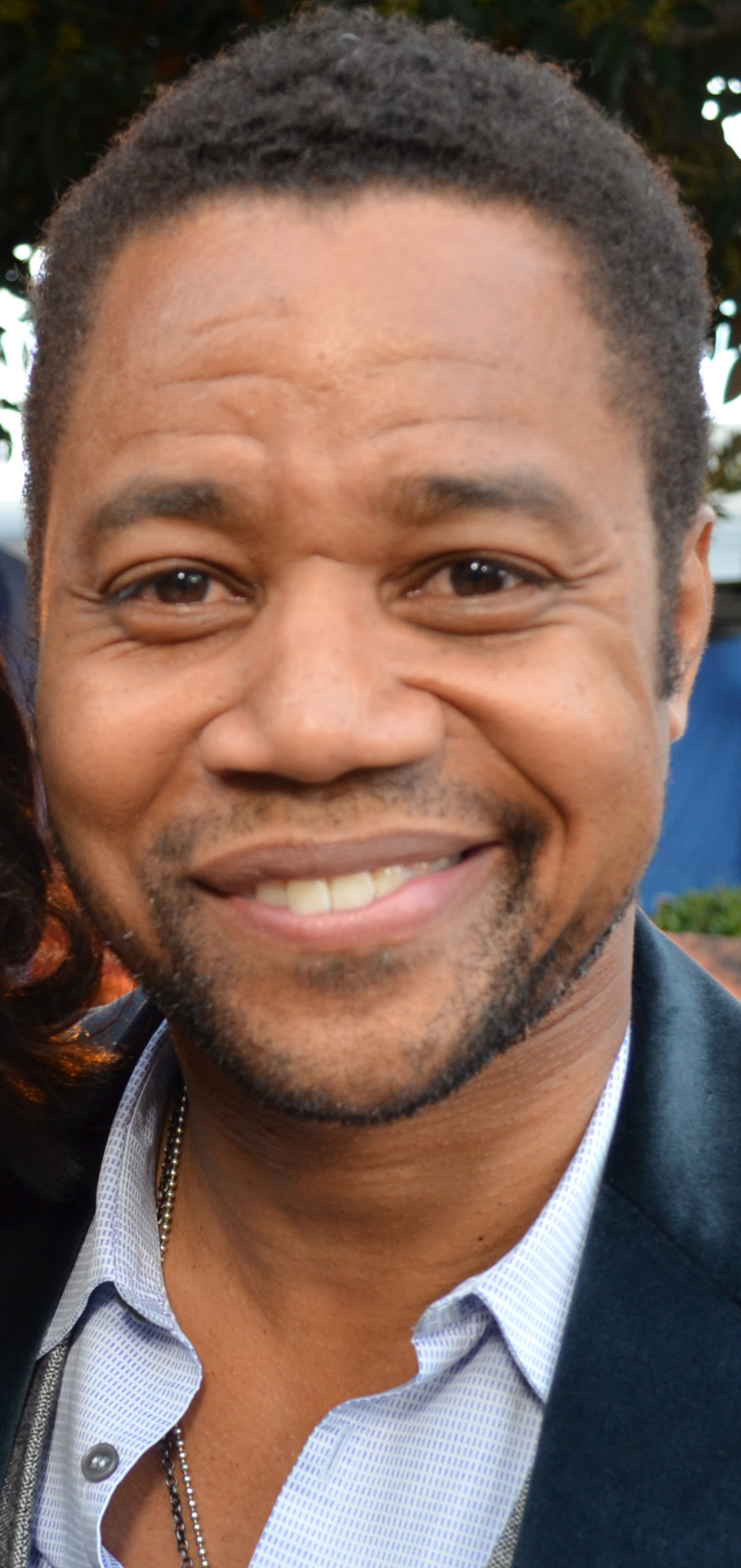
Cuba Gooding Jr. dans les rôles de Dominic Banks et Matt Miller (dans l'émission)
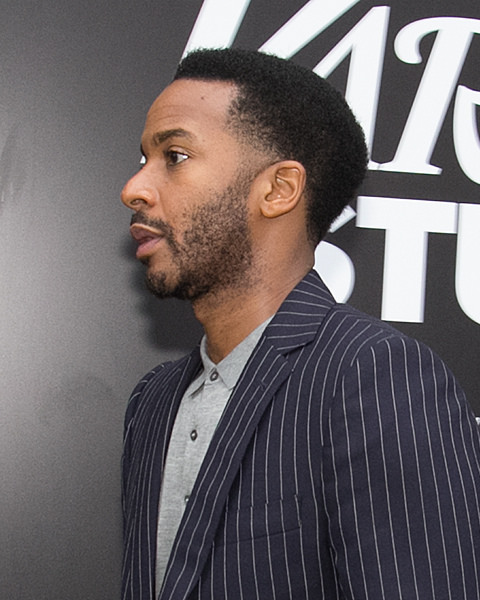
André Holland dans le rôle de Matt Miller
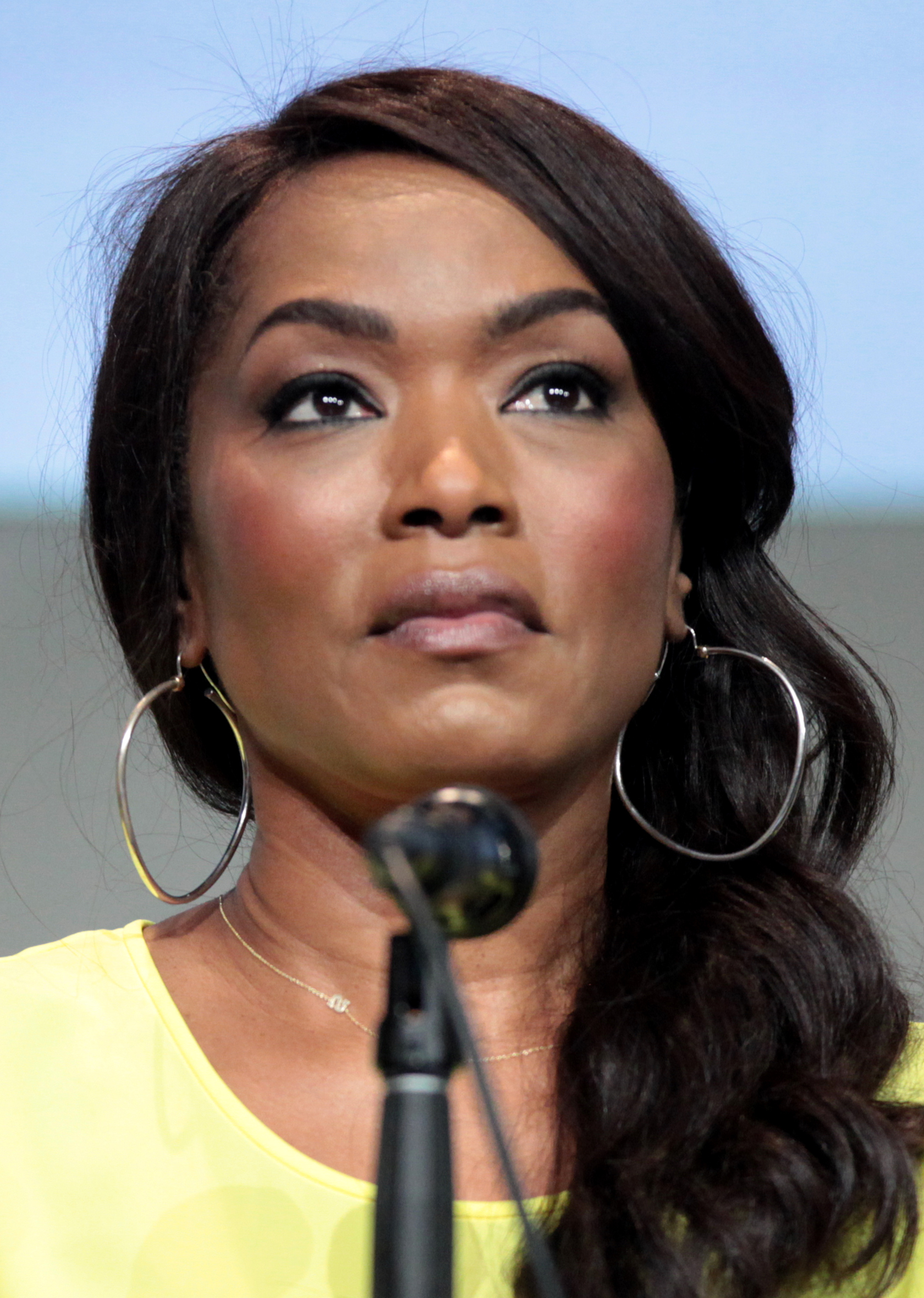
Angela Bassett dans les rôles de Monet Tumusiime et Lee Miller (dans l'émission)
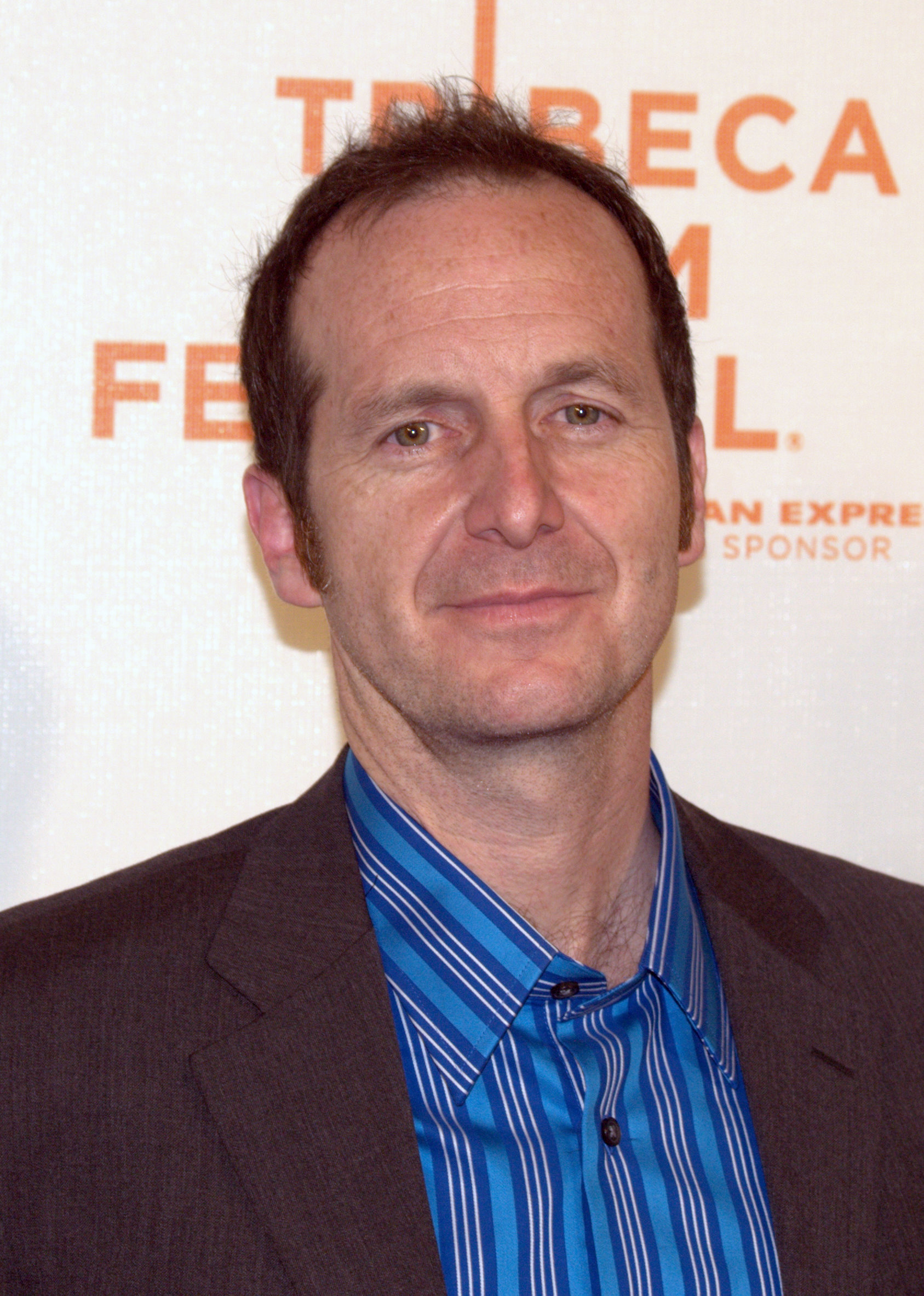
Denis O'Hare dans les rôles de William van Henderson et Elias Cunningham (dans l'émission)
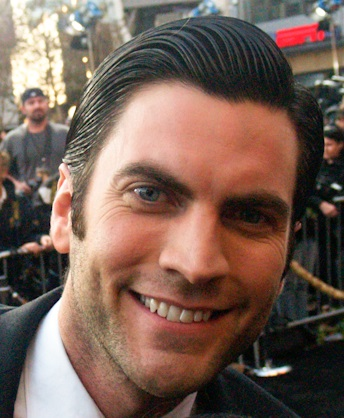
Wes Bentley dans les rôles de Dylan et Ambrose White (dans l'émission)
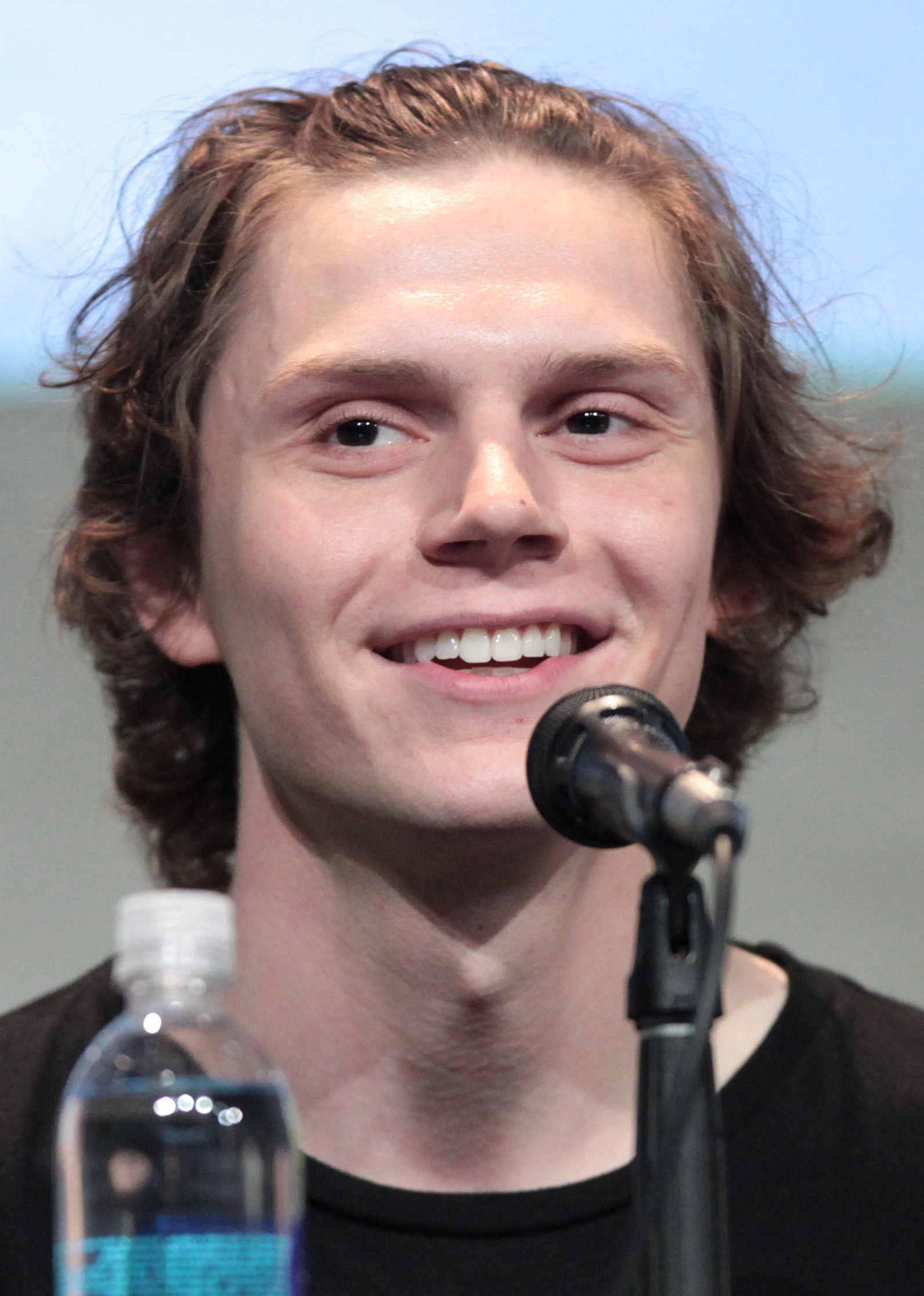
Evan Peters dans les rôles de Rory Monahan et Edward-Philippe Mott (dans l'émission)
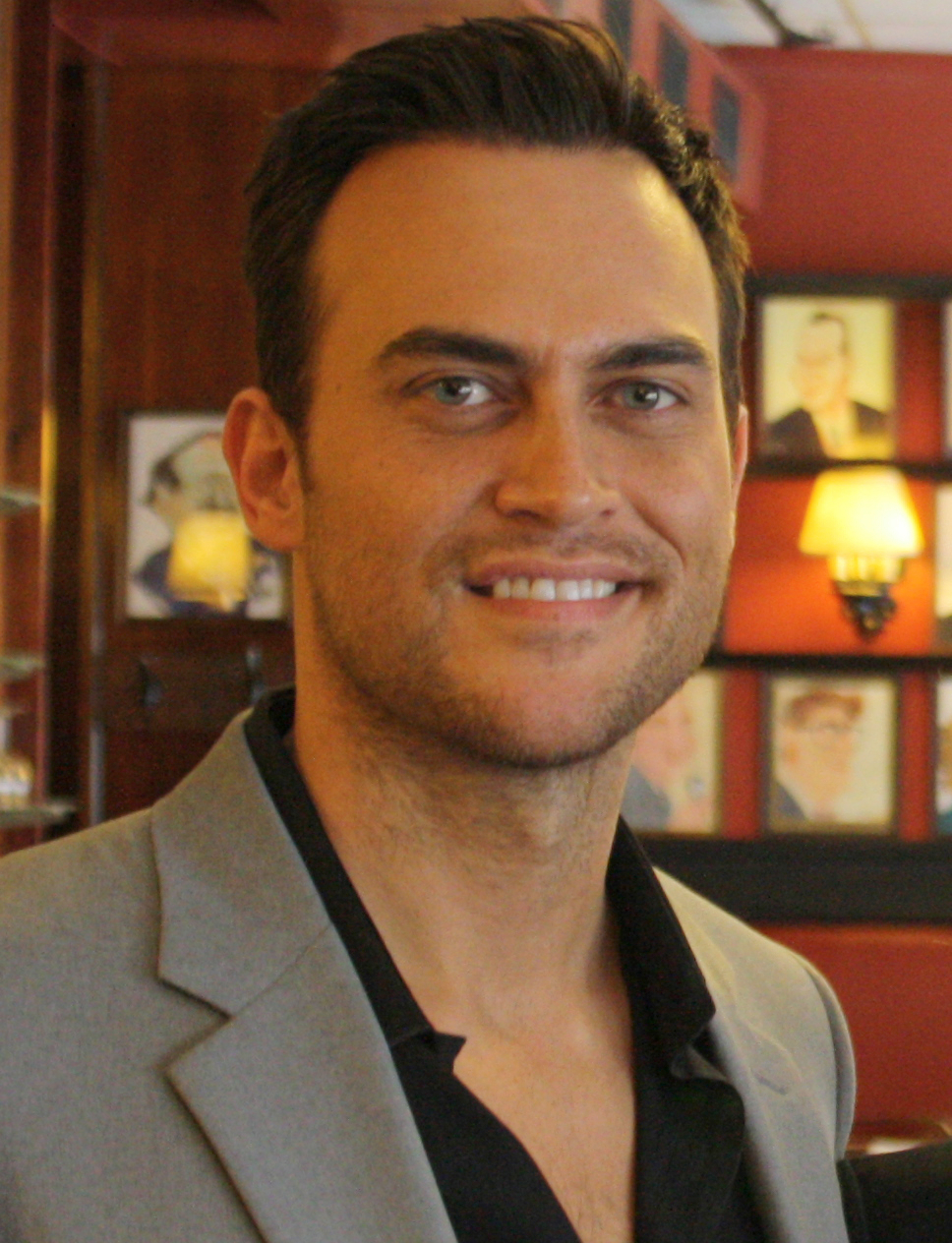
Cheyenne Jackson dans le rôle de Sidney Aaron James

### Acteurs récurrents
- Adina Porter (VF : Laura Zichy) : Lee Harris
- Leslie Jordan (VF : Patrice Dozier) : 
  - Cricket Marlowe (dans l'émission Le Cauchemar de Roanoke) (épisodes 3 et 4)
  - Ashley Gilbert (épisodes 6 et 10)
- Saniyya Sidney (VF : Claire Baradat) : Flora Harris (dans l'émission Le Cauchemar de Roanoke)
- Charles Malik Whitfield (VF : Frantz Confiac) : Mason Harris (dans l'émission Le Cauchemar de Roanoke)
- Maya Rose Berko (VF : Nathalie Doudou) : Infirmière Miranda Jane (dans l'émission Le Cauchemar de Roanoke)
- Kristen Rakes : Infirmière Bridget Jane (dans l'émission Le Cauchemar de Roanoke)
- Grady Lee Richmond (VF : Michel Laroussi) : Ishmael Polk (dans l'émission Le Cauchemar de Roanoke)
- Orson Chaplin : Cain Polk (dans l'émission Le Cauchemar de Roanoke)
- Chaz Bono (VF : Gaël Zaks) : 
  - Lot Polk (dans l'émission Le Cauchemar de Roanoke) (épisodes 1 et 5)
  - Brian Wells (épisode 6)
- Colby French (VF : Jean-François Aupied) : Officier de police

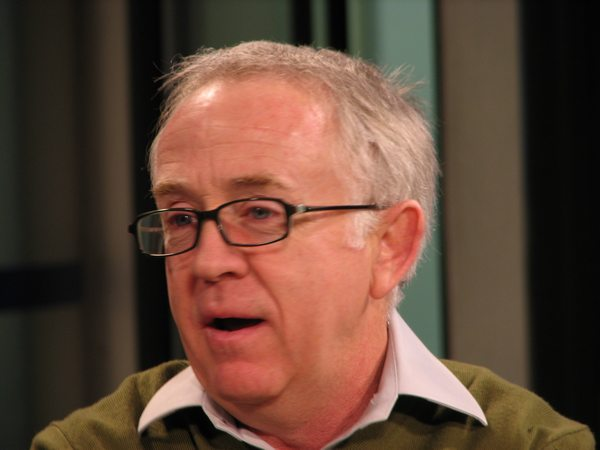
Leslie Jordan interprète Ashley Gilbert et Cricket Marlowe (dans l'émission)
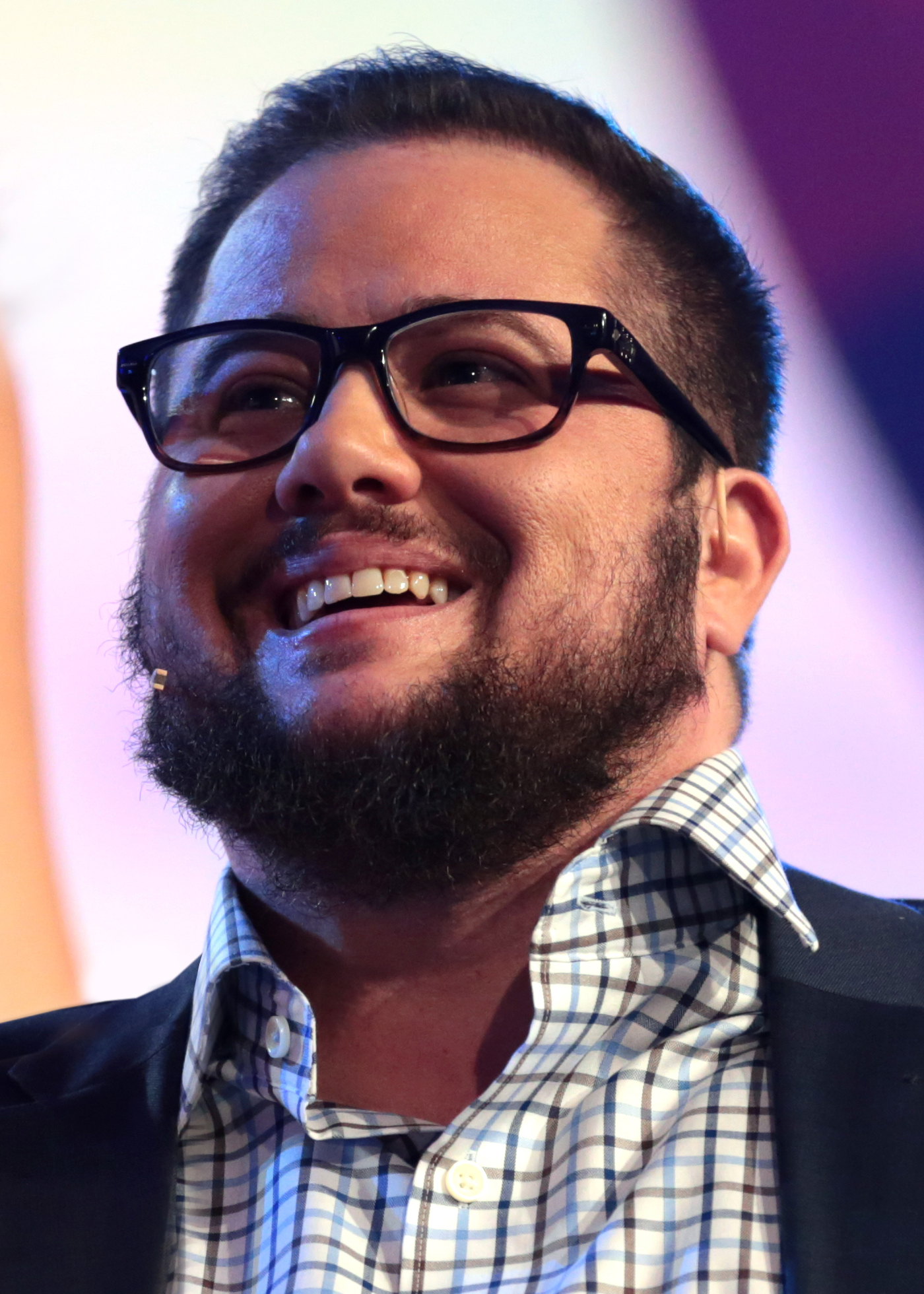
Chaz Bono interprète Brian Wells et Lot Polk (dans l'émission)

### Invités spéciaux
- Lady Gaga (VF : Pamela Ravassard) : Scáthach (dans l'émission Le Cauchemar de Roanoke) (épisodes 2 à 4)
- Frances Conroy (VF : Anne Rochant) : Mama Polk (dans l'émission Le Cauchemar de Roanoke) (épisode 5)
- Finn Wittrock (VF : Mathias Kozlowski) : Jether Polk  (épisodes 7 et 8)
- Taissa Farmiga (VF : Jessica Barrier) : Sophia Green (épisode 9)

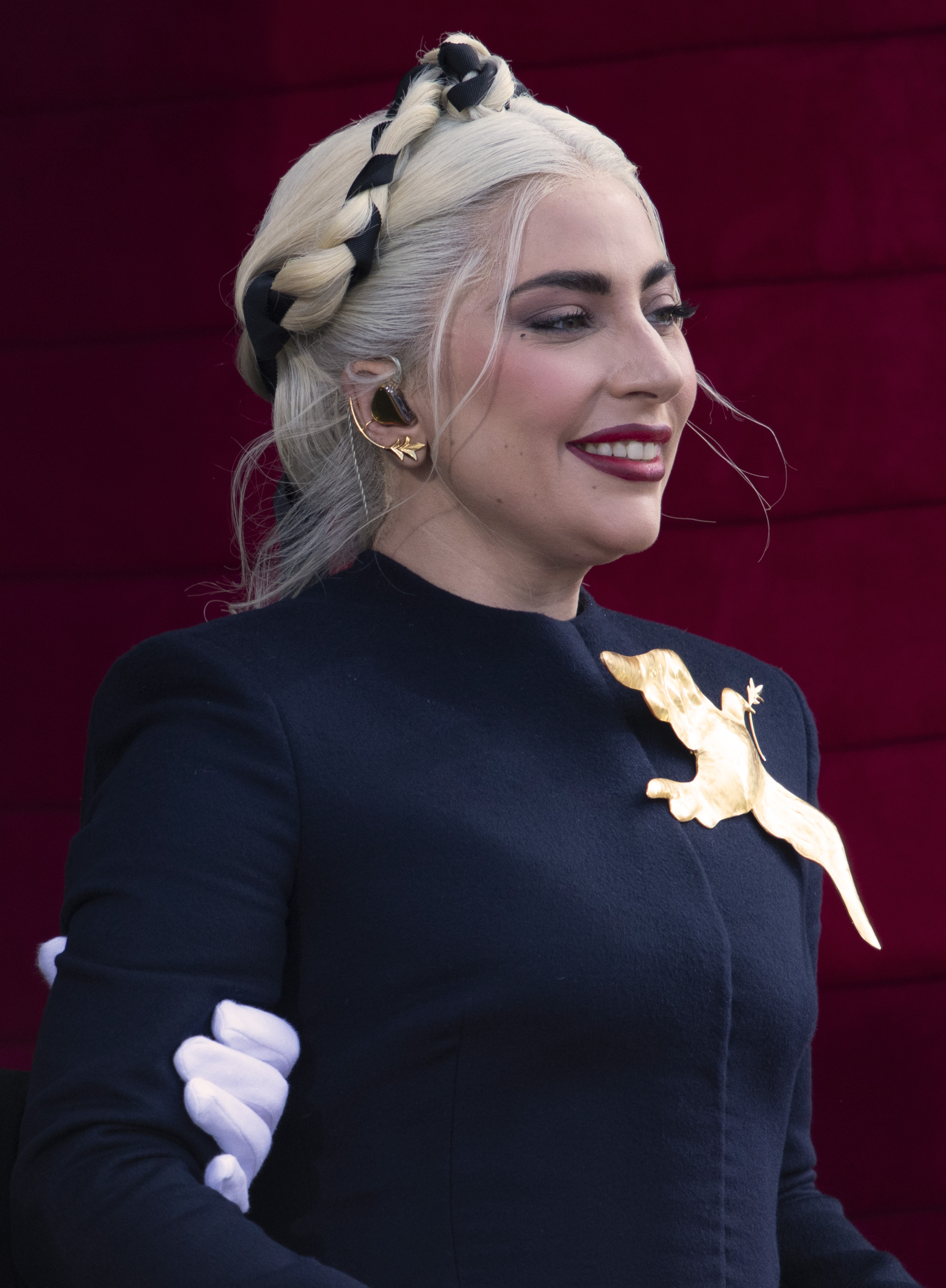
Lady Gaga dans le rôle de Scáthach (dans l'émission)
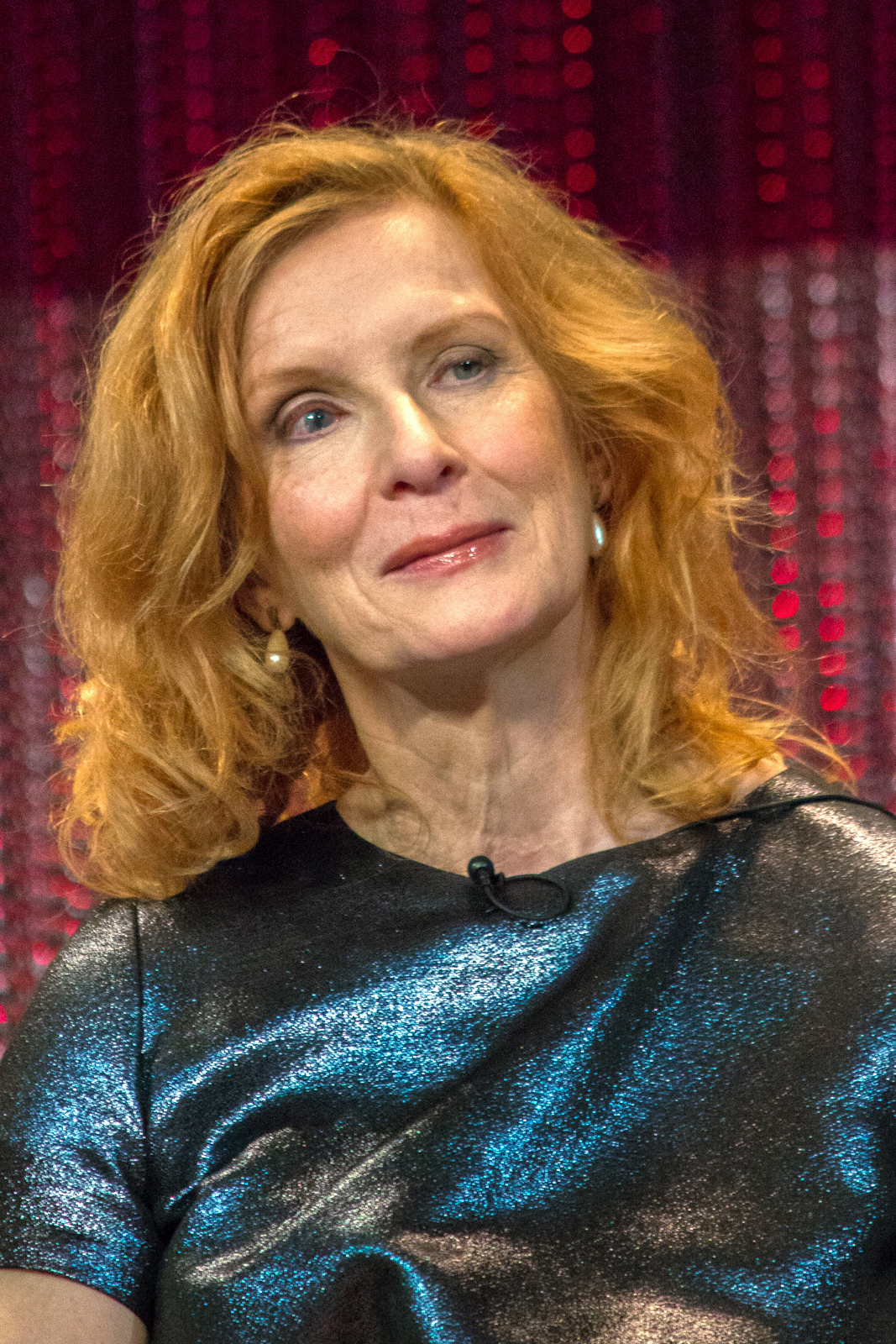
Frances Conroy dans le rôle de Mama Polk (dans l'émission)
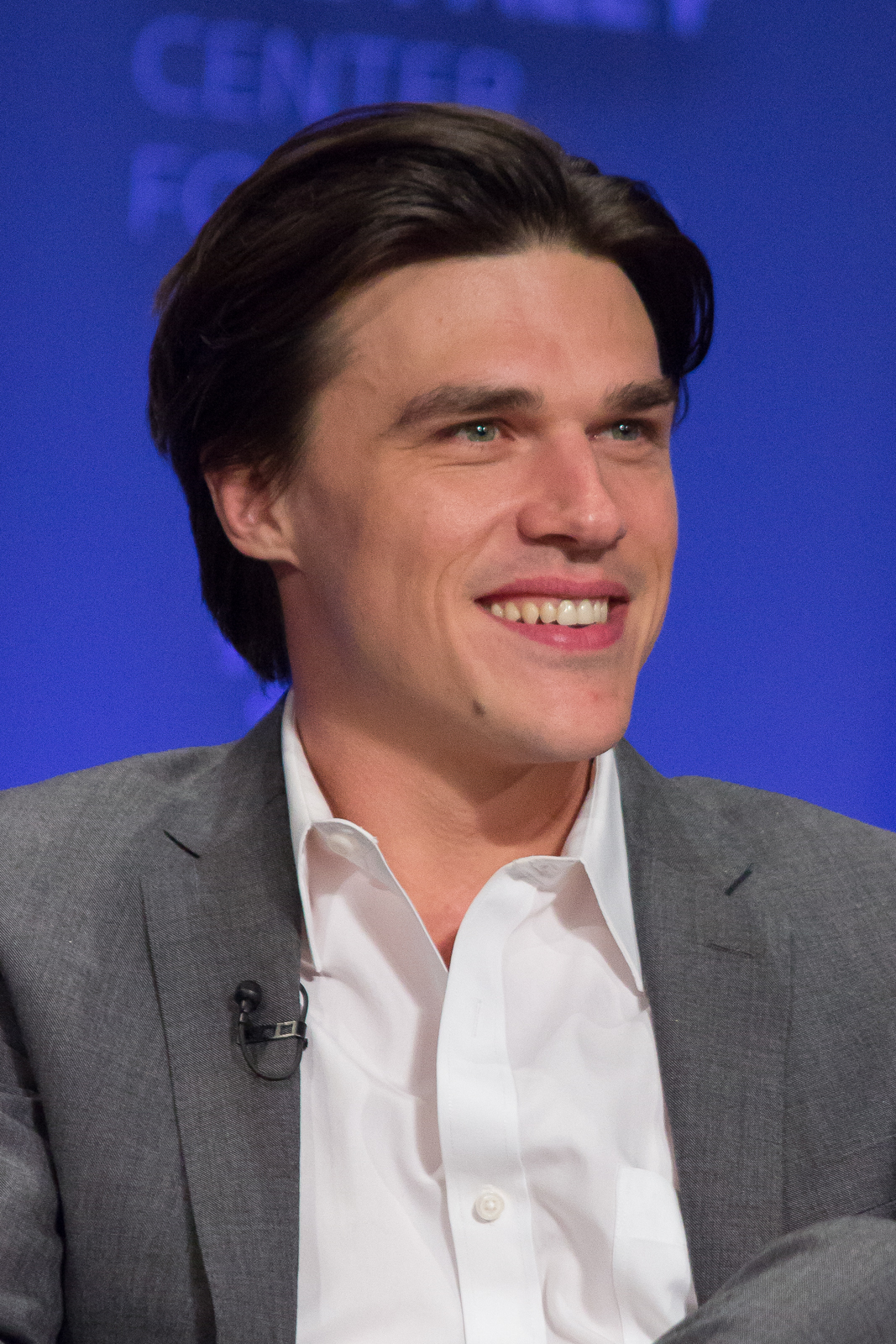
Finn Wittrock dans le rôle de Jether Polk
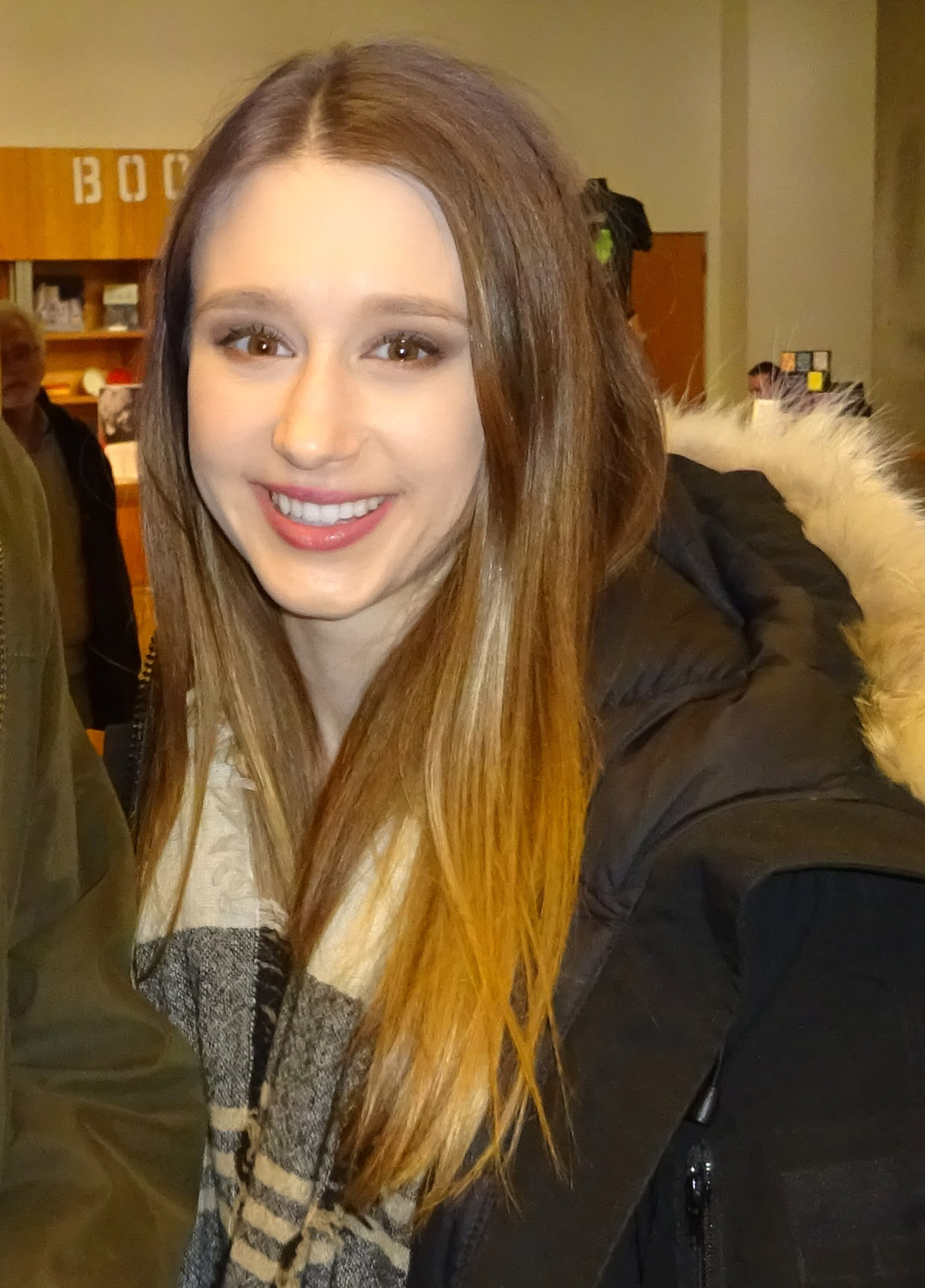
Taissa Farmiga dans le rôle de Sophia Green

### Invités
- Estelle Ermansen : Priscilla
- John Pyper-Ferguson : Cage
- Marti Matulis : L'homme cochon
- Billy Snow : Rhett Snow
- Henderson Wade (VF : Jean-Michel Vaubien) : Guinness
- Doris Kearns Goodwin : elle-même
- Shannon Lucio (VF : Claire Baradat) : Diana Cross
- Jacob Artist : Todd Connors ( épisode 9 )
- Jon Bass (VF : Michaël Youn) : Milo
- Emma Bell (VF : Geneviève Doang) : Tracy Logan
- Julie Claire (VF : Valérie Nosrée) : Stephanie Holder
- Brian Howe : Mark Philips
- Danielle Macdonald (VF : Venessa Van Geneugden) : Bristol Windows
- James Morosini (VF : Rémi Caillebot) : Bob Kinnaman
- Joe Spallaman : Dave Elder
- Susan Berger : Thomasyn "La Bouchère" White (version réelle)
- Eliott Ehlers : Edward Philippe Mott (version réelle)
- Areana Cirina : Infirmière Bridget Jane (version réelle)
- Robin Weigert (VF : Maïté Monceau) : Mama Polk (version réelle)
- Frederick Koehler (VF : Garlan Le Martelot) : Lot Polk (version réelle)
- Frank Collison (VF : Michel Laroussi) : Ishmael Polk (version réelle)
- Simone Baker (VF : Lucille Boudonnat) : Flora Harris (version réelle)
- Ric Sarabia : Elias Cunningham (version réelle)

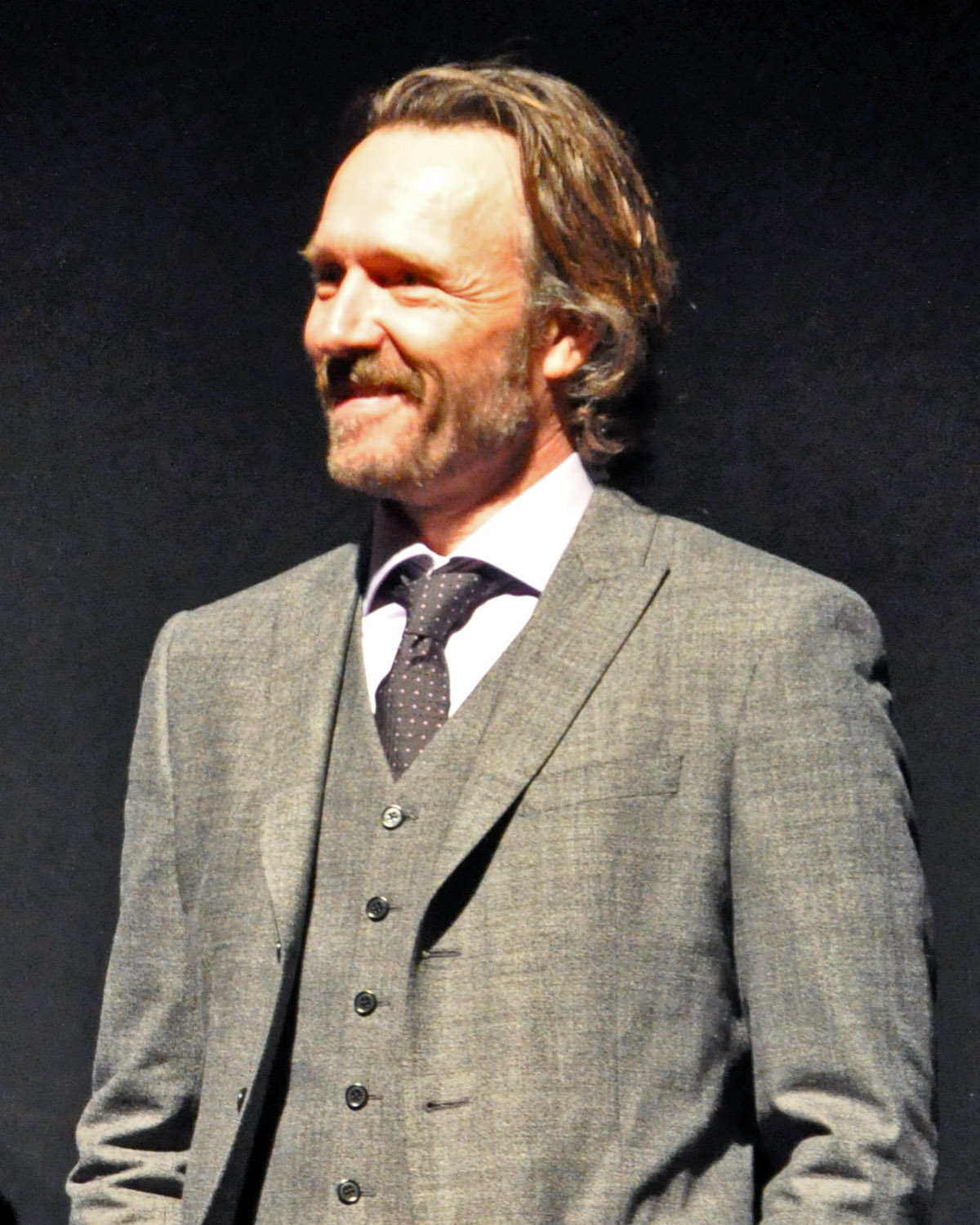
John Pyper-Ferguson dans le rôle de Cage
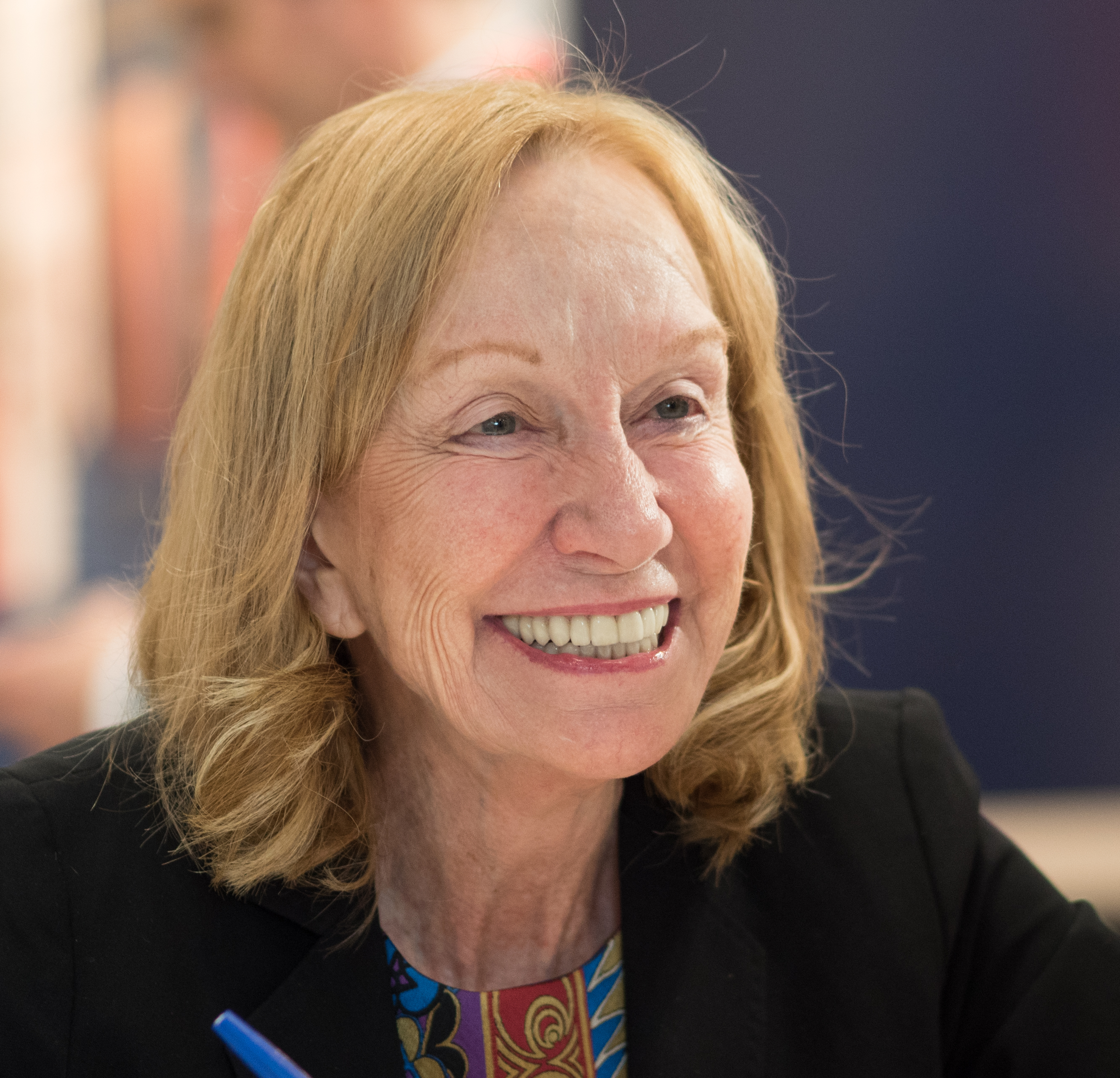
Doris Kearns Goodwin dans son propre rôle
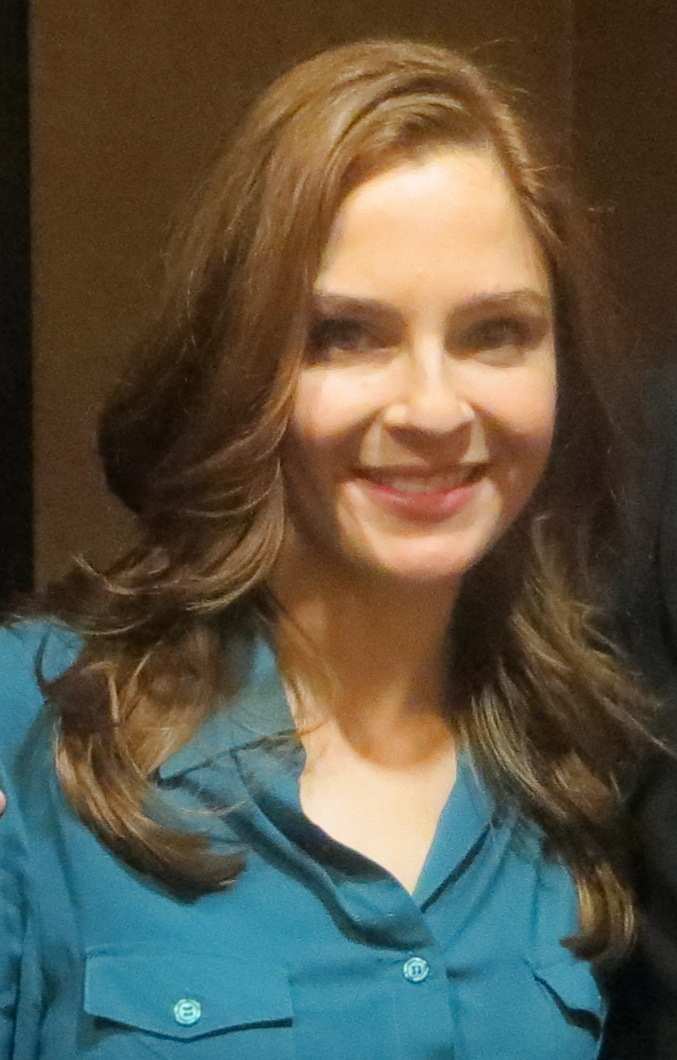
Shannon Lucio dans le rôle de Diana Cross
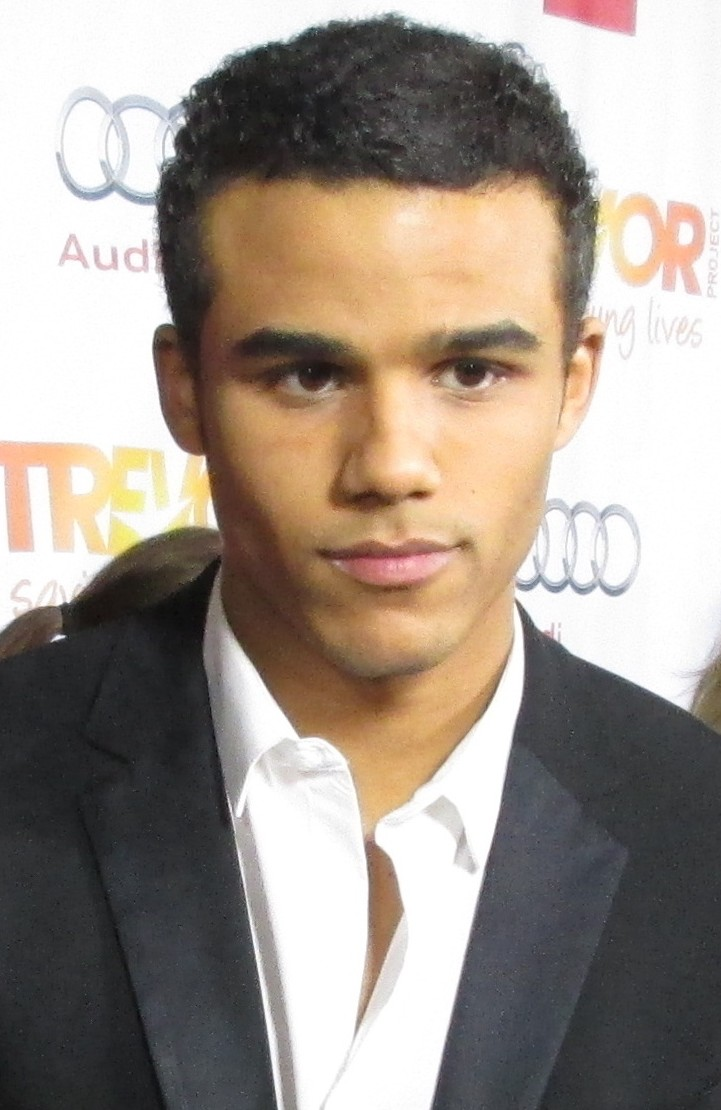
Jacob Artist dans le rôle de Todd Connors
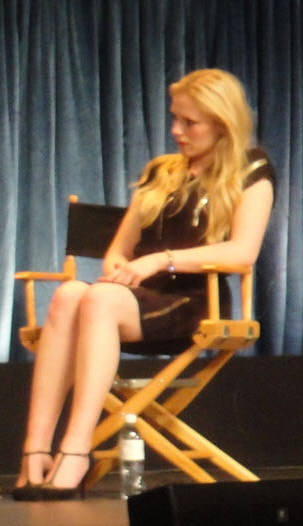
Emma Bell dans le rôle de Tracy Logan
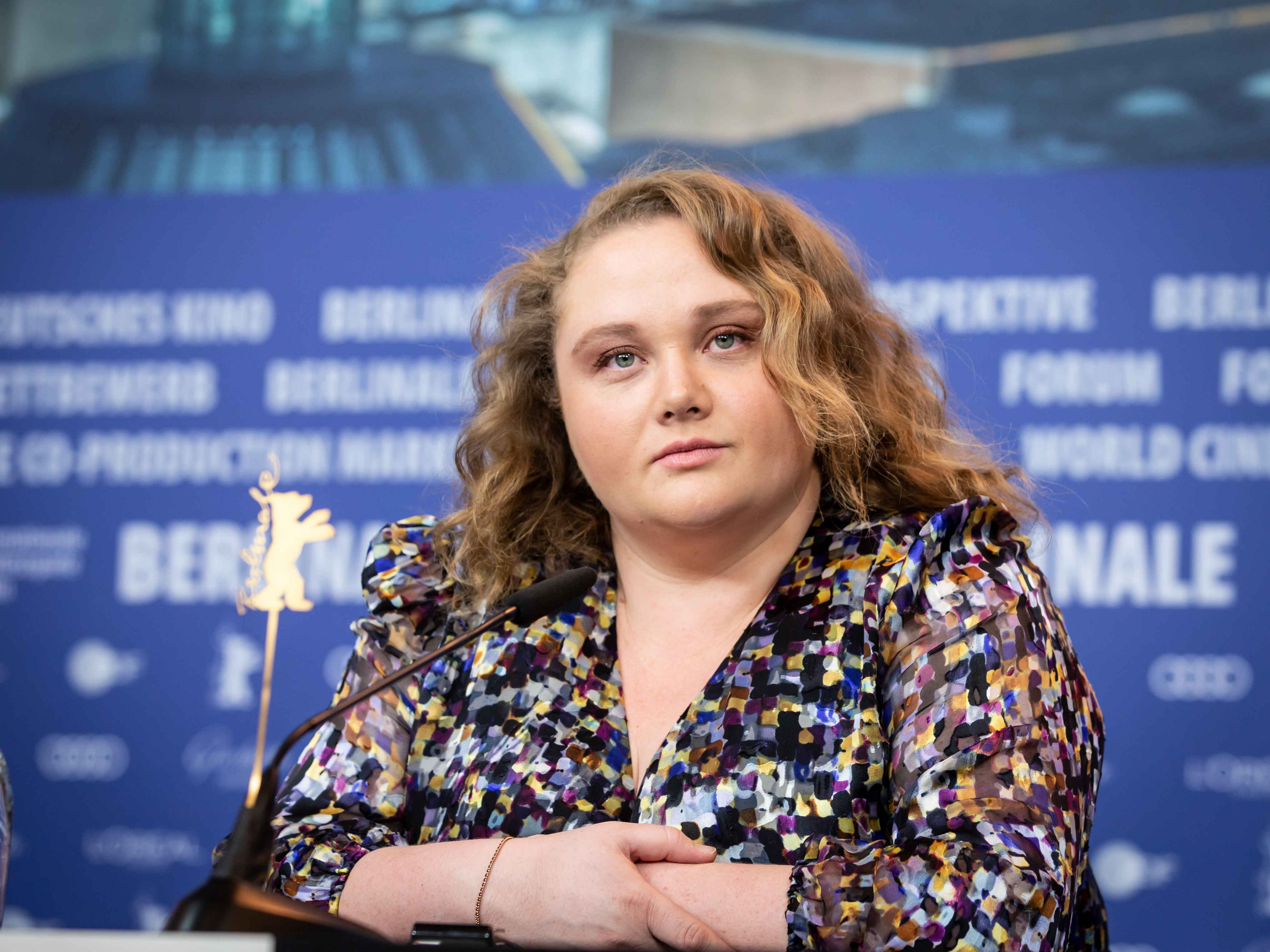
Danielle Macdonald dans le rôle de Bristol Windows
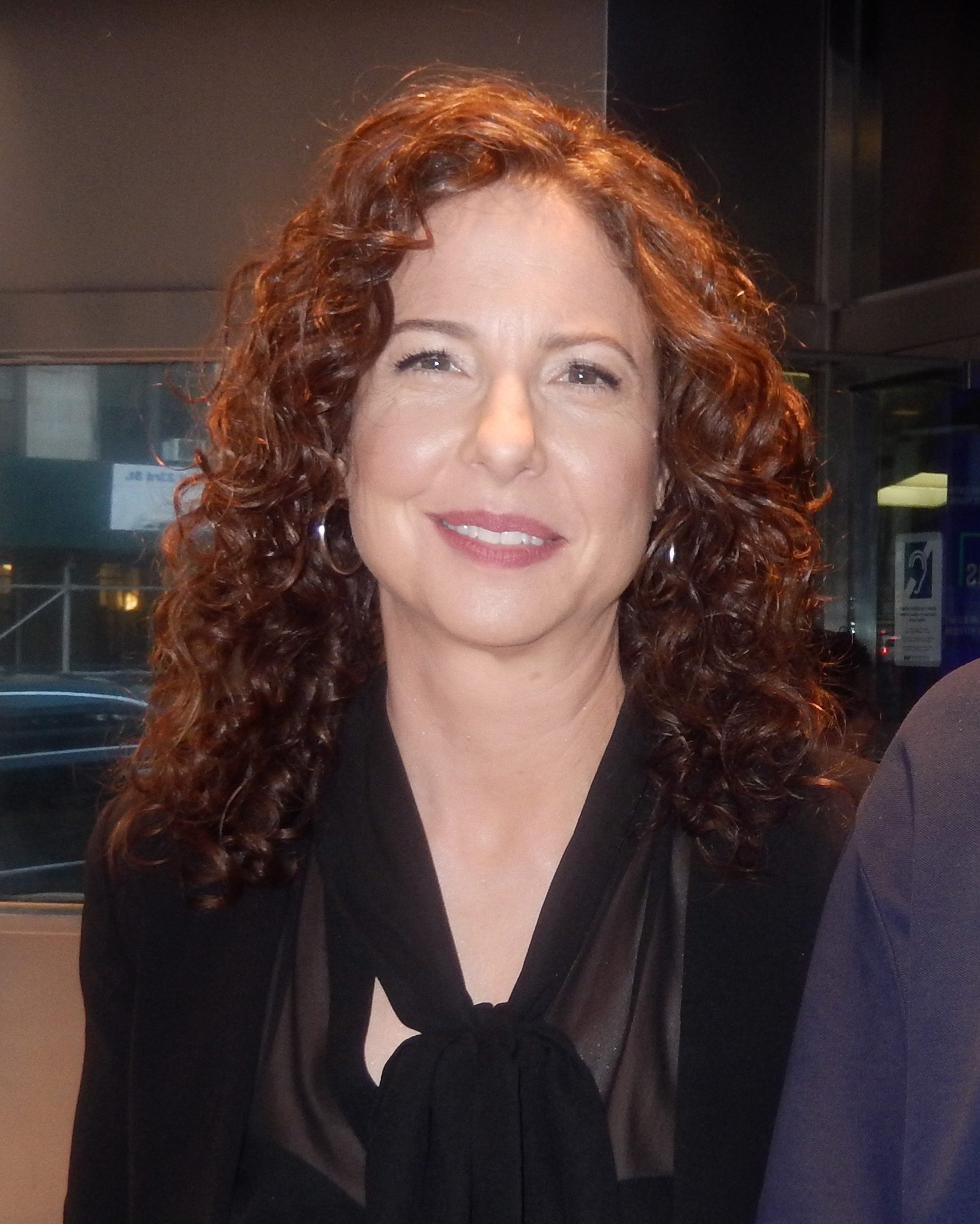
Robin Weigert dans le rôle de Mama Polk

## Développement

### Conception
Le 10 novembre 2015, FX a renouvelé la série pour une sixième saison, dont la diffusion du premier épisode a eu lieu le 14 septembre 2016. En août 2015, le co-créateur Ryan Murphy a annoncé que la saison serait "très très différente de Hotel, plus sombre". En octobre 2015, interrogé sur des indices faisant allusion à la sixième saison, Murphy a révélé qu'il n'avait pas encore définitivement décidé d'un thème : "C'est une année intéressante dans la mesure où l'idée que nous avons à traiter a été mentionnée dans plusieurs saisons. Elle a déjà existé. Nous en avons beaucoup parlé dans la série". 
En janvier 2016, le président de FX, John Landgraf, a confirmé une diffusion prévue à l'automne de la même année.

### Distribution des rôles
En octobre 2015, Murphy a tweeté qu'il avait demandé à Lady Gaga de rejoindre la saison, mais ne s'attendait pas à une réponse si rapide de sa part. Elle a ensuite confirmé sa participation à la saison en mars 2016. Emma Roberts avait déclaré qu'elle et Murphy avaient parlé d'un rôle "diabolique" pour elle, au cours de la saison. Par la suite, la rumeur selon laquelle Taissa Farmiga apparaîtrait dans la saison est confirmée par Ryan Murphy.
En février 2016, Angela Bassett a confirmé son retour dans la série et a annoncé qu'elle interprèterait un personnage du nom de Monet Tumusiime, une reconstitution des événements horribles du documentaire. Au PaleyFest, Murphy a invité Kathy Bates, Denis O'Hare, Sarah Paulson, Finn Wittrock, Cheyenne Jackson, Wes Bentley et Matt Bomer à rejoindra la sixième saison. En mai 2016, Jessica Lange a déclaré, dans une interview avec Charlie Rose, qu'elle ne reviendrait pas pour la sixième saison et ce pour toute autre saison future de la série.
En juin, Leslie Jordan, déjà apparu dans la saison 3, a annoncé son retour dans la série. Plus tard dans le mois, Cheyenne Jackson et Evan Peters ont confirmé leur présence dans la saison. Denis O'Hare, lui, a déclaré qu'il reviendrait sous certaines conditions. Plus tard, Wes Bentley, Kathy Bates et Finn Wittrock confirment leur retour.
Début août, Sarah Paulson a annoncé sa participation à la saison et a ajouté que le personnage qu'elle interprétait dans la saison 2, Lana Winters, apparaîtrait dans la saison. Plus tard, Cuba Gooding Jr. annonce qu'il intègrera la saison et qu'il partagera la plupart du temps d'écran avec Sarah Paulson. Enfin, le casting principal complet a été annoncé après la diffusion du premier épisode, avec l'ajout d'André Holland et de  Lily Rabe.

### Tournage
Le tournage de la saison a lieu au cours de l'été 2016 à Los Angeles et ses alentours, notamment à Santa Clarita.

### Promotion
La campagne marketing de la saison fut bien plus énigmatique que les autres. Le 6 juin 2016, toutes les pages des réseaux sociaux de la série affichaient une image teaser où l'on apercevait le numéro 6 accolé d'un point d'interrogation, Ryan Murphy désirant conserver le thème de la saison secret.
Les mois suivants, au Comic-Con de San Diego 2016, une multitude de bandes-annonces et d'affiches différentes ont été dévoilées. Enfin, tout au cours de l'été, de nombreux teasers ont été diffusés, mais chacun avait un thème différent, contrairement aux autres années, dans le but de mener les spectateurs sur de fausses pistes concernant le thème de la saison.

## Épisodes

### Épisode 1:Chapitre 1
- États-Unis /  Canada : 14 septembre 2016 sur FX / FX Canada
- France : 22 avril 2017 sur Ciné+ Frisson
  - 13 juillet 2022 sur Disney+
- Québec : 13 mai 2019 sur AddikTV

- États-Unis : 5,44 millions de téléspectateurs (première diffusion)

- John Farmanesh-Bocca : Le docteur
- Stephan Goldbach : Le violeur
- Luke Lagraff : L'homme découpé
- Larry Cedar : Commissaire-priseur

Shelby et Matt Miller s'assoient dans une interview pour un documentaire intitulé My Roanoke Nightmare. Grâce à une combinaison de reconstitutions dramatiques et de témoignages, le couple révèle qu'ils ont fui Los Angeles en Caroline du Nord et ont acheté une ferme coloniale abandonnée, surenchérissant sur un trio hostile d'agriculteurs locaux. Alors qu'ils commencent à restaurer la maison, ils sont confrontés à plusieurs incidents inquiétants de ce qu'ils considèrent comme de l'hostilité communautaire.

### Épisode 2:Chapitre 2
- États-Unis /  Canada : 21 septembre 2016 sur FX / FX Canada
- France : 22 avril 2017 sur Ciné+ Frisson
  - 13 juillet 2022 sur Disney+
- Québec : 20 mai 2019 sur AddikTV

- Lady Gaga : Scáthach (version fictive)

Shelby fuit la foule et est presque heurtée par la voiture de Lee. Elle s'évanouit au milieu de la route et se réveille le lendemain à l'hôpital.
L'ex-mari de Lee, Mason, amène leur fille Flora en visite dans le cadre du programme de garde arrangé du couple. Alors que Flora explore la maison, elle commence à parler à une fille invisible qu'elle nomme Priscilla. Matt et Shelby vivent des incidents plus inquiétants, impliquant maintenant une paire d'infirmières fantômatiques. La police s'y intéresse peu.
Mason arrive pour récupérer Flora et la trouve en train de jouer à cache-cache avec Priscilla. Flora lui dit qu'elle a offert sa poupée à Priscilla en échange de ne pas assassiner sa famille mais puisque Mason a interrompu le commerce, Flora sera simplement tuée en dernier. Mason emmène Flora loin de la maison et promet à Lee qu'elle ne la reverra plus jamais, obligeant Lee à mettre fin à sa sobriété.
Matt et Shelby découvrent une cassette vidéo enregistrée par l'un des anciens propriétaires de la maison, le Dr Elias Cunningham. Le Dr Cunningham décrit les mêmes forces malveillantes qui le poursuivent que le couple a subies et qu'il étudiait l'histoire des infirmières, Miranda et Bridget Jane. Les sœurs ont tué les patients de leur maison de retraite en se basant sur les premières lettres des noms des victimes, en épelant le mot Meurtre.

### Épisode 3:Chapitre 3
- États-Unis /  Canada : 28 septembre 2016 sur FX / FX Canada
- France : 29 avril 2017 sur Ciné+ Frisson
  - 13 juillet 2022 sur Disney+
- Québec : 27 mai 2019 sur AddikTV

- Lady Gaga : Scáthach (version fictive)

Lee, Shelby et Matt recherchent Flora avec la police et des bénévoles. Dans une ferme voisine, ils trouvent deux jeunes garçons incrustés de terre qui allaitent les mamelles d'une truie morte. Après avoir ramené la police à la ferme, les deux garçons sont emmenés à l'hôpital, où ils se révèlent faire partie de la famille Polk. Les garçons ne connaissent qu'un seul mot, Croatoan, et dans une interview, Matt et Shelby révèlent que le mot est devenu un avertissement pour eux deux.
Mason accuse Lee de la disparition de Flora, soulevant la question selon laquelle Lee pourrait cacher Flora quelque part pour tenter de l'empêcher de modifier l'accord de garde. Cette nuit-là, Mason est tué. Matt et Shelby examinent les bandes des caméras de sécurité pour trouver des indices sur qui aurait pu tuer Mason. Les preuves qu'ils découvrent ramènent à Lee, conduisant à une vive dispute entre eux trois.
Juste à ce moment, un homme nommé Cricket Marlowe franchit la porte. Il révèle que Priscilla est un fantôme des années 1500 et que Flora a été enlevée par le fantôme de Thomasin White, épouse de John White, le gouverneur de la Colonie de Roanoke. Elle a été laissée responsable de la colonie après le retour de White en Angleterre pour des fournitures, mais a ensuite été déposée et exilée. Alors qu'il mourait de faim dans les bois, Thomasin fut sauvé par une sorcière anglaise, Scathach , et lui jura fidélité. Après avoir rétabli son contrôle sur Roanoke, Thomasin a déplacé la colonie à l'intérieur des terres dans la zone où se trouve maintenant la maison de Matt et Shelby.

### Épisode 4:Chapitre 4
- États-Unis /  Canada : 5 octobre 2016 sur FX / FX Canada
- France : 29 avril 2017 sur Ciné+ Frisson
  - 13 juillet 2022 sur Disney+
- Québec : 3 juin 2019 sur AddikTV

- Lady Gaga : Scáthach (version fictive)

Shelby est attaquée par un homme à tête de cochon. Elle est sauvée par le Dr Elias Cunningham, qui explique qu'il est le gardien de la maison depuis des années. Cunningham conduit les Miller là où Priscilla garde Flora en otage. Cunningham supplie Priscilla de libérer Flora, mais les hommes de Thomasin l'abattent. Les Miller s'enfuient vers la maison, où Cricket les attend.
Cricket explique que Matt a couché avec Scathach en échange d'informations sur Roanoke. En acceptant, Scathach l'a transporté dans ses souvenirs de la colonie perdue, une communauté dont la générosité est directement dérivée de la pratique du sacrifice humain. Le fils de Thomasin, Ambroise, s'est opposé aux sacrifices et s'est rebellé contre le règne de sa mère. Thomasin a tué toute la colonie, les liant ainsi à la terre pour le reste de l'éternité.

### Épisode 5:Chapitre 5
- États-Unis /  Canada : 12 octobre 2016 sur FX / FX Canada
- France : 6 mai 2017 sur Ciné+ Frisson
  - 13 juillet 2022 sur Disney+
- Québec : 10 juin 2019 sur AddikTV

- Frances Conroy : Mama Polk (version fictive)

Dans une interview, l'historienne Doris Kearns Goodwin détaille l'histoire de la souffrance à la ferme de Roanoke.
Les Miller sont sauvés par Edward Phillipe Mott, le constructeur d'origine de leur maison. Mott les conduit en lieu sûr avant de les abandonner dans les bois, où ils sont capturés par la famille Polk. À la maison Polk, Mama Polk explique qu'en échange d'un sacrifice à la foule à chaque lune de sang , la famille Polk gagne une protection contre le même sort. Les Polks sont toujours bouleversés par la perte de leurs deux petits-fils et prévoient de rendre les Miller à Thomasin en guise de représailles. Matt en profite pour s'échapper du camion des Polks, tuant l'un des membres de la famille dans le processus. Mama Polk écrase la cheville de Shelby en représailles avec un marteau.
Shelby implique Lee dans la mort de Mason, mais la police la libère faute de preuves. Après avoir découvert que Flora est vivante, Lee supplie un policier de la ramener à la maison afin qu'elle puisse à nouveau retrouver Flora. Le policier accepte et ils rentrent ensemble. Pendant ce temps, les Polks survivants livrent les Miller à la foule à la maison. Thomasin et sa foule entraînent Flora pour être sacrifiée, mais juste au moment où le sacrifice doit commencer, Ambrose se jette avec sa mère dans le feu. Edward Philipe Mott apparaît et libère Shelby et Matt. Le Piggy Man tente d'attaquer Flora mais est renversé par la voiture de Lee. Shelby, Matt et Flora sautent tous dans la voiture de Lee et s'enfuient en toute sécurité.

### Épisode 6:Chapitre 6
- États-Unis /  Canada : 19 octobre 2016 sur FX / FX Canada
- France : 6 mai 2017 sur Ciné+ Frisson
  - 13 juillet 2022 sur Disney+
- Québec : 17 juin 2019 sur AddikTV

Les événements de l'épreuve de Shelby et Matt sont transformés en une émission télévisée à succès intitulée My Roanoke Nightmare, qui a reçu 23 millions de vues lors de sa finale. Le producteur Sidney Aaron James fait des plans pour une série de suivi intitulée, Retour à Roanoke : Trois jours en enfer. Sidney informe le réseau qu'il a l'intention de réunir les reconstitueurs avec leurs homologues réels dans la maison de Roanoke pendant trois jours pendant la Lune de sang. Il est révélé plus tard que sa véritable intention est d'exposer Lee Harris comme le meurtrier de Mason et de la traduire en justice.
L'ensemble de Return to Roanoke est en proie à des incidents horribles similaires à ceux décrits dans la série originale. Cela conduit Sidney à affronter Agnes Mary Winstead, l'actrice qui a joué Thomasin. Obsédée par le rôle, Agnès a attaqué des touristes à Hollywood alors qu'elle était habillée en Thomasin et a déraciné sa vie pour déménager de Los Angeles à Roanoke. Sidney lui sert une ordonnance restrictive, interdisant à Agnès d'interagir davantage avec le spectacle. Agnès tente de l'attaquer tout en hurlant hystériquement dans le personnage de Thomasin avant que l'ordre ne l'en empêche.
Lorsque les acteurs arrivent, Sidney distribue des téléphones portables avec uniquement les caméras activées et leur dit qu'ils doivent les utiliser pour filmer. Il part et les tensions entre tous les participants commencent à monter à mesure que les problèmes personnels des acteurs font surface. Audrey Tindall, l'actrice britannique qui jouait à l'origine Shelby, est attaquée par le Piggy Man. Son mari, Rory Monaghan, qui incarnait Edward Philippe Mott, est poignardé à mort par les deux infirmières. Matt entre dans le salon et voit que le mot "Meurtre" a été complètement épelé. Il raconte ce qu'il a trouvé aux autres, déclarant sans ambages que R est pour Rory.

### Épisode 7:Chapitre 7
- États-Unis /  Canada : 26 octobre 2016 sur FX / FX Canada
- France : 13 mai 2017 sur Ciné+ Frisson
  - 13 juillet 2022 sur Disney+
- Québec : 24 juin 2019 sur AddikTV

- Finn Wittrock : Jether Polk

Dans la bande-annonce de production, Agnes arrive sur le plateau, dans le rôle de Thomasin, et assassine le producteur Sidney Aaron James et son cameraman. À l'intérieur de la maison, les acteurs nient l'affirmation de Matt sur le sort de Rory et découvrent que le corps de Rory a disparu de l'intérieur de la salle de bain. Le deuxième jour avant le deuxième quart de nuit de la Blood Moon, Agnès attaque Shelby dans la chambre, mais Dominic (l'acteur qui a joué Matt dans la série originale) l'arrête. Alors qu'Audrey et Dominic soignent les blessures de Shelby, Lee informe le groupe que toutes les lignes téléphoniques ont été coupées.
Elle décide de s'aventurer dehors avec Audrey et Monet (qui jouait Lee) pour trouver la caravane de Sidney, tandis que Dominic et Matt restent dans la maison avec Shelby. Ils sont confrontés au fantôme de Mott, obligeant les femmes à fuir dans les bois, où elles rencontrent les vrais fantômes de la Colonie de Roanoke. Après avoir trouvé le cadavre de Rory suspendu à un arbre, Lee, Audrey et Monet sont enlevés par la vraie famille Polk et emmenés dans l'enceinte de Polk. La famille déformée commence à torturer les femmes en nourrissant de force la chair humaine des actrices qu'elles ont coupée de la jambe de Lee.

### Épisode 8:Chapitre 8
- États-Unis /  Canada : 2 novembre 2016 sur FX / FX Canada
- France : 13 mai 2017 sur Ciné+ Frisson
  - 13 juillet 2022 sur Disney+
- Québec : 1er juillet 2019 sur AddikTV

- Finn Wittrock : Jether Polk

Les fantômes des colons entourent la maison et lancent leur attaque. Shelby ne peut plus gérer sa culpabilité après avoir assassiné Matt et se suicide.
Dans leur enceinte familiale, les Polks continuent de torturer Lee, Audrey et Monet en guise de représailles pour l'enlèvement de leurs petits-enfants. Alors que maman et son fils réticent Jether commencent à massacrer la chair de la jambe de Lee, la matriarche explique comment et pourquoi les Polks ont d'abord eu recours au cannibalisme. Lee s'enregistre en train d'avouer qu'elle a assassiné son ex-mari Mason par ressentiment envers sa garde principale de Flora. Les trois femmes ripostent, tuant maman et Jether, et s'échappent vers la ferme.
Dans la chambre à l'étage, Audrey essaie de réconforter Lee tout en la soignant pour retrouver la santé. Audrey trouve le cadavre de Shelby et une violente dispute éclate entre eux trois. Lee enferme Dominic hors de la chambre dans le couloir, où il est assassiné par le Piggy Man.

### Épisode 9:Chapitre 9
- États-Unis /  Canada : 9 novembre 2016 sur FX / FX Canada
- France : 20 mai 2017 sur Ciné+ Frisson
  - 13 juillet 2022 sur Disney+
- Québec : 8 juillet 2019 sur AddikTV

- Taissa Farmiga : Sophie Green
- Jacob Artist : Todd Connors
- Jon Bass : Milo

Lee et Audrey convainquent Dylan que la série macabre de hantises dans le décor est réelle et qu'ils doivent récupérer la vidéo et sauver Monet. Après son arrivée dans l'enceinte de Polk, Lee se sépare du groupe pour effacer sa confession vidéo de l'une des bandes vidéo alors que Dylan trouve la camionnette des Polks, tandis qu'Audrey trouve Monet et les bandes. Les femmes sont confrontées à Ishmael Polk et Audrey lui tire une balle dans la tête avec le revolver de Lee. Lot Polk s'échappe avec le camion alors qu'Audrey et Monet s'échappent dans les bois, laissant Dylan derrière eux. Les actrices retournent à la maison et sont furieuses lorsqu'elles regardent la vidéo de Lee avouant le meurtre de Mason.
Pendant ce temps, trois adolescents fans de My Roanoke Nightmare retournent dans les bois pour exposer les hantises de Roanoke à la police. Ils rencontrent Lee, qui est tombé sous la transe de Scathach et a assassiné Todd. Le possédé Lee arrive à la maison pour attaquer les autres survivants. La colonie fantomatique arrive à l'extérieur de la maison et éventre Dylan, tandis que les adolescents sont capturés et brûlés sur le bûcher.

### Épisode 10:Chapitre 10
- États-Unis /  Canada : 16 novembre 2016 sur FX / FX Canada
- France : 20 mai 2017 sur Ciné+ Frisson
  - 13 juillet 2022 sur Disney+
- Québec : 15 juillet 2019 sur AddikTV

My Roanoke Nightmare est projeté au PaleyFest, où les acteurs et l'équipe sont interviewés par Trixie Mattel et Edward Hansen. Lee est devenu une célébrité, répondant aux questions des fans et des ennemis. Pendant ce temps, le vrai Lot Polk se filme en promettant de se venger de Lee pour lui avoir enlevé ses deux enfants et tué des membres de sa famille.
Dans la série policière télévisée intitulée Crack'd, Lee est jugée pour les meurtres, mais son avocat utilise avec succès l'horreur et le traumatisme psychologique auxquels Lee a été confronté aux mains des Polks comme stratégie de défense. Non satisfait, le procureur de district la poursuit alors en vain pour le meurtre de Mason. Après le procès, Lee essaie de parler à sa fille, Flora, mais elle est repoussée.
Dans un talk-show exclusif, The Lana Winters Special, la célèbre journaliste Lana Winters détaille la vie de Lee après son acquittement : Lee écrit un best-seller sur son épreuve déchirante et Lana sort de sa retraite pour l'interviewer. Au cours de l'interview, Lana révèle que Flora a disparu plus tôt dans la journée et accuse Lee de l'avoir emmenée. Alors que Lee panique, Lot Polk fait irruption dans la pièce et les menace, assommant Lana avec la crosse de son fusil alors qu'elle tente de le convaincre d'abandonner l'arme. Au moment où il est sur le point de tirer sur Lee, il est abattu par la police.
Dans une autre série télévisée, intitulée Spirit Chasers, un groupe d'enquêteurs paranormaux pénètre dans la maison de Roanoke pendant la lune de sang, dans l'espoir de capturer les fantômes signalés de la maison sur film. À la tombée de la nuit, les participants commencent à vivre des événements paranormaux troublants. Ils sont interrompus par Lee, à la recherche de sa fille, qui a maintenant disparu depuis deux semaines. Les Spirit Chasers proposent de l'aider, mais elle leur conseille de fuir la maison tant qu'ils le peuvent. Les poursuivants ignorent les conseils de Lee et essaient de la suivre, mais sont attaqués par divers esprits dans la maison. Les poursuivants tentent de fuir, voyant des voitures de police à l'extérieur, mais eux et la police sont tués par Thomasin et sa foule.

## Accueil critique
Après la diffusion de l'épisode final le 16 novembre 2016, les avis concernant cette sixième saison sont divisés, autant parmi les critiques que parmi les fans de la série. Pour certains, "Roanoke" revient aux sources en reprenant les codes qui ont fait le succès d'American Horror Story (notamment lors de la première saison intitulée Murder House). En effet, cette sixième saison est riche en scène sanglantes et en rebondissements effrayants. Mais le parti pris de Ryan Murphy (réalisateur de la série) de présenter "Roanoke" sous forme de docu-fiction en s’immisçant dans les coulisses d'une émission télé aux États-Unis n'a pas séduit tous les fans, qui s'y sont un peu perdus.